# ホドリゴ・モデスト・ダ・シウヴァ・モレド
ホドリゴ・モレド（Rodrigo Moledo）ことホドリゴ・モデスト・ダ・シウヴァ・モレド（ポルトガル語: Rodrigo Modesto da Silva Moledo、1987年10月27日 - ）は、ブラジルのサッカー選手。ポジションはDF。

## クラブ歴
2008年にカンピオナート・カタリネンセ・セグンダ・ディヴィソンのウニオンECで選手となった。2009年夏にエクストラクラサのオドラ・ヴォジスワフに期限付き移籍し、年末にウニオンに戻った。2010年には州2部リーグで優勝を記録した他、コパ・ド・ブラジルでの活躍からSCインテルナシオナルのスカウトの目に留まった。
2011年にカンピオナート・ブラジレイロ・セリエAに所属するインテルナシオナウに完全移籍。同年9月7日に移籍後初得点を記録した。
2013年にウクライナ・プレミアリーグのFCメタリスト・ハルキウに2051万レアルで移籍。移籍後は高いパフォーマンスを見せたものの、膝に大怪我を負ったために戦列を離れる期間も長かった。
2015年夏にインテルナシオナウに復帰し、6ヶ月を過ごした。
2016年1月にギリシャ・スーパーリーグのパナシナイコスFCに2018年夏までの契約で加入。2019年3月19日のリーグ戦ではセンターバックながら2得点をあげて勝利に貢献した。この活躍からフルミネンセFCやCAペニャロールが彼の獲得に興味を示していたが、パナシナイコスのアンドレア・ストラマッチョーニ監督も重用しており、クラブ側に売却の意志もなかったために成立しなかった。2016年7月28日にはUEFAヨーロッパリーグ 2016-17 予選で得点を記録した。2016-17シーズンも不動のレギュラーとして活躍していたが、ストラマッチョーニ監督が解任されたために2020年までの契約更新が破断したと報じられた。それでもパナシナイコスのテクニカルディレクター、ニコス・リベロプーロスは欠かせない選手だと述べた。このため、ブラジルに帰るのではないかと報じられたが、残留した。2017年6月30日にパナシナイコスは、ベシクタシュJKやインテルナシオナウが獲得に興味を示しているため、待遇を上げて2シーズンの契約延長をオファーした。
2017年12月半ば、冬の移籍市場でインテルナシオナウが再び彼を獲得する事が濃厚となった。パナシナイコスとの契約は残り半年であり、30歳になる彼をパナシナイコスは財政上の理由で売り払いたい背景もあったためである。2018年1月10日に契約切れとなる7月1日からの加入でインテルナシオナウと合意。火の車であるパナシナイコスは少しでも移籍金が欲しく、またPAOKテッサロニキも獲得に興味を示していた事から、PAOKはエルギス・カチェ、ディミトリス・コンスタンティニディスと引き換えに30万ユーロのレンタル料で半年の期限付き移籍を提案した。結果としては1月25日にインテルナシオナウへの移籍が決定。選手自身の借金と給料未払いで訴訟を起こされるリスクが要因となり、パナシナイコスは15万ユーロの移籍金で即座に売り払わざるを得なかった。

## 代表歴
2013年4月19日、翌日にクラブでの試合を控えるために離脱したエンヒキの代わりとして代表に招集された。しかしCONMEBOLはSEパルメイラスの試合を翌週にずらしたため、エンヒキも呼び戻された。結局彼の代表出場は無かった。